# 1 Myśliwska Dywizja Lotnicza
1 Myśliwska Dywizja Lotnicza (1 MDL) – związek taktyczny lotnictwa myśliwskiego ludowego Wojska Polskiego.

## Formowanie i zmiany organizacyjne
Dywizja organizowana była w ramach kolejnej reorganizacji lotnictwa po zakończeniu II wojny światowej. Naczelny Dowódca Wojska Polskiego rozkazem nr 019/Org. z 22 stycznia 1946 roku polecił dowódcy Lotnictwa Wojska Polskiego przenieść dowództwo 3 Brandenburskiej Myśliwskiej Dywizji Lotniczej na etat nr 6/39: 112 żołnierzy zawodowych i 6 kontraktowych. Tym samym rozkazem przemianowano dowództwo 3 DLM na dowództwo 1 Myśliwskiej Dywizji Lotniczej. 
Realizując plan reorganizacji Wojska Polskiego, do 30 października 1946 roku rozformowano Dowództwo 1 Myśliwskiej Dywizji Lotniczej.

## Struktura organizacyjna
- Dowództwo 1 Brandenburskiej Dywizji Lotnictwa Myśliwskiego
- 1 pułk lotnictwa myśliwskiego „Warszawa”
- 2 pułk lotnictwa myśliwskiego
- 3 pułk lotnictwa myśliwskiego